# Gall II de Clermont
Pour les articles homonymes, voir Gall et Saint Gall.
 Saint Gall II (en latin Gallus) était un religieux français du haut Moyen Âge qui fut évêque de Clermont au  VIIe siècle. Il est reconnu comme saint par l'Église catholique romaine et l'Église orthodoxe qui le fêtent le 1er novembre.

## Œuvre
Il est l'auteur de lettres adressées à saint Didier de Cahors, évêque de Cahors (c. 630-655, écrits qui furent longtemps attribués à Saint Gall de Suisse).
On lui connait aussi un conflit avec Angelbert, archevêque de Reims, à propos de biens sis en Auvergne, probablement dans le Brivadois, vers 641-646 d'après Flodoard dans son Histoire de l'Église de Reims.